# Ґлухув (Ґостинський повіт)
Ґлухув (пол. Głuchów) — село в Польщі, у гміні Поґожеля Гостинського повіту Великопольського воєводства.
Населення — 485 осіб (2011).
У 1975-1998 роках село належало до Лешненського воєводства.

## Демографія
Демографічна структура станом на 31 березня 2011 року:
|          | Загалом | Допрацездатний вік | Працездатний вік | Постпрацездатний вік |
| -------- | ------- | ------------------ | ---------------- | -------------------- |
| Чоловіки | 249     | 55                 | 172              | 22                   |
| Жінки    | 236     | 43                 | 148              | 45                   |
| Разом    | 485     | 98                 | 320              | 67                   |